# Fairfield City
Koordinaten: 33° 52′ S, 150° 55′ O

Fairfield City ist ein lokales Verwaltungsgebiet (LGA) im australischen Bundesstaat New South Wales. Fairfield gehört zur Metropole Sydney, der Hauptstadt von New South Wales. Das Gebiet ist 101,5 km² groß und hat etwa 208.000 Einwohner.
Fairfield liegt etwa 29 km westlich des Stadtzentrums von Sydney südlich des Prospect Reservoirs. Das Gebiet beinhaltet 27 Stadtteile: Abbotsbury, Bonnyrigg Heights, Bossley Park, Cabramatta, Cabramatta West, Canley Heights, Canley Vale, Carramar, Edensor Park, Fairfield East, Fairfield Heights, Fairfield West, Greenfield Park, Horsley Park, Lansvale, Old Guildford, Prairiewood, St Johns Park, Wakeley, Wetherill Park und Teile von Bonnyrigg, Cecil Park, Fairfield, Mount Pritchard, Smithfield, Villawood und Yennora. Der Verwaltungssitz des Councils befindet sich im Stadtteil Wakeley im Zentrum der LGA.

## Verwaltung
Der Fairfield City Council hat 13 Mitglieder, die von den Bewohnern der LGA gewählt werden. Je vier Mitglieder kommen aus den drei Wards Fairfield, Cabravale und Parks, der Vorsitzende und Mayor (Bürgermeister) wird zusätzlich von allen Bewohnern der LGA gewählt. Die drei Wahlbezirke sind unabhängig von den Stadtteilen festgelegt.

## Persönlichkeiten

### Hier geboren
- Richard Porta (* 1983), uruguayisch-australischer Fußballspieler
- Milan Susak (* 1984), Fußballspieler
- Dani Stevens (* 1988), Diskuswerferin und Kugelstoßerin